# Portogallo al Junior Eurovision Song Contest
Il Portogallo ha partecipato 10 volte sin dal suo debutto nel 2006. La rete che ha curato le varie partecipazioni è la RTP. Si è ritirata nel 2008, ma è ritornata 10 anni dopo nel 2017, a seguito della vittoria all'Eurovision Song Contest.
Inizialmente nel luglio del 2014, RTP avesse espresso la sua intenzione di ritornare nella competizione, tuttavia il 4 settembre dello stesso anno annuncia che non sarebbe stato così.
Nel 2020, nonostante un'iniziale conferma, si ritira nuovamente dalla manifestazione per motivi legati alla pandemia di COVID-19, confermando il suo ritorno al concorso nel 2021 con il giovane Simão Oliveira, vincitore della versione lusitana di The Voice Kids.

## Partecipazioni
- Primo posto
- Secondo posto
- Terzo posto
- Ultimo posto

| Anno                                    | Artista          | Canzone                              | Lingua                | Posizione | Posizione |
| Anno                                    | Artista          | Canzone                              | Lingua                | Finale    | Punti     |
| --------------------------------------- | ---------------- | ------------------------------------ | --------------------- | --------- | --------- |
| 2006                                    | Pedro Madeira    | Deixa-me sentir                      | Portoghese            | 14º       | 22        |
| 2007                                    | Jorge Leiria     | Só quero é cantar                    | Portoghese            | 16º       | 15        |
| Nessuna partecipazione dal 2008 al 2016 |                  |                                      |                       |           |           |
| 2017                                    | Mariana Venâncio | Youtuber                             | Portoghese            | 14º       | 54        |
| 2018                                    | Rita Laranjeira  | Gosto de tudo (Já não gosto de nada) | Portoghese            | 18º       | 42        |
| 2019                                    | Joana Almeida    | Vem conmigo (Come with Me)           | Portoghese, inglese   | 16º       | 43        |
| Nessuna partecipazione nel 2020         |                  |                                      |                       |           |           |
| 2021                                    | Simão Oliveira   | O rapaz                              | Portoghese            | 11º       | 101       |
| 2022                                    | Nicolas Alves    | Anos 70                              | Portoghese brasiliano | 8º        | 121       |
| 2023                                    | Júlia Machado    | Where I Belong                       | Portoghese, inglese   | 13º       | 75        |
| 2024                                    | Victoria Nicole  | Esperança                            | Portoghese, spagnolo  | 2º        | 213       |
| 2025                                    |                  |                                      |                       |           |           |

## Storia delle votazioni
Al 2019, le votazioni del Portogallo sono state le seguenti: 
Punti dati
| Posizione | Stato              | Punti |
| --------- | ------------------ | ----- |
| 1         | Bielorussia        | 46    |
| 2         | Russia             | 31    |
| 3         | Macedonia del Nord | 21    |
| 4         | Ucraina            | 19    |
| 5         | Armenia Australia  | 18    |

Punti ricevuti
| Posizione | Stato                | Punti |
| --------- | -------------------- | ----- |
| 1         | Spagna               | 7     |
| 2         | Armenia              | 5     |
| 3         | Georgia Italia Malta | 3     |